# 小波爾西克
51°3′18″N 25°7′8″E / 51.05500°N 25.11889°E
小波爾西克（烏克蘭語：Малий Порськ），是烏克蘭的村落，位於該國西部沃倫州，由科韋利區負責管轄，面積1.18平方公里，海拔高度178米，2001年人口260，人口密度每平方公里220.15人。